# Agrupació Ciclista Montjuïc
L'Agrupació Ciclista Montjuïc és una entitat catalana de la ciutat de Barcelona, dedicada a la pràctica i al foment del ciclisme.
Fundada el 1917, ha organitzat al llarg de la seva història nombroses curses, algunes de prestigi, com la Barcelona-Andorra, el Trofeu Jaumendreu o la cursa Mossèn Borràs. També va organitzar la primera cursa de ciclocròs celebrada a Espanya al 26 de gener de 1922.
Nombrosos ciclistes s'han format a l'AC Montjuïc destacant, entre d'altres, Antonio Sancho, Joan Gimeno, Josep Campamà, Josep Botanch, Joaquim Filba o Gabriel Saura.
El 1965 va tenir un equip professional de ciclisme anomenat AC Montjuïc-Tedi que va arribar a disputar la Volta a Espanya. En aquest equip hi van militar ciclistes com Josep Segú, Antoni Karmany, Jesús Manzaneque, Miquel Pacheco, Salvador Rosa, Francesc Tortellà o Antonio Suárez
Actualment, el club està centrat en el cicloturisme especialment en les sortides amb bicicleta dels seus socis.